# The Fader
The Fader est une revue musicale et culturelle américaine fondée par Rob Stone (en) et Jon Cohen (en) en 1998[réf. nécessaire].